# Мавр и Папия

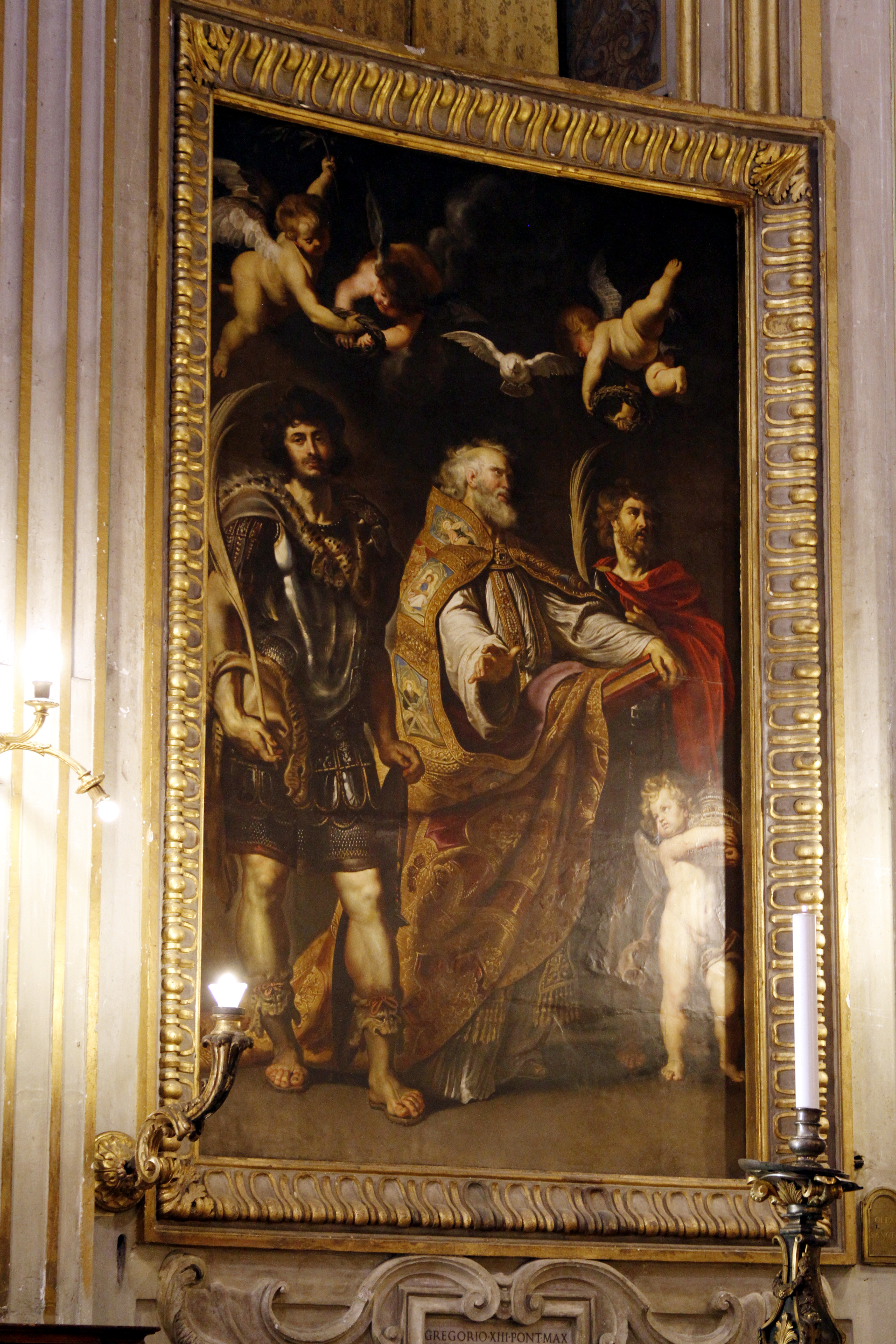
Свв.Григорий Великий, Папия и Мавр. Рубенс

Мавр и Папия — святые мученики. День памяти — 29 января.
Свв. Мавр и Папия были мучениками, точное время жизни которых неизвестно. Их почитание восходит по крайней мере к VII веку. Они были погребены в больших катакомбах, что на Номентанской дороге.
Согласно Passio, составленному позднее, свв.Мавр и Папия были воинами во времена правления императора Диоклетиана. По приказу префекта Лаодикийского они были засечены до смерти.
Их мощи были обретены в 1590 году в церкви св. Адриана, что в Римском форуме. Кардинал Августин Кузанский перенёс их в храм Санта-Мария-ин-Валичелла, где они почивают под главным алтарём вместе с мощами свв. Ахиллея, Нерея и Флавии Домициллы
Похвала святым Папии и Мавру имеется в Римском Мартирологе от 29 января.